# Gustaf Lundén

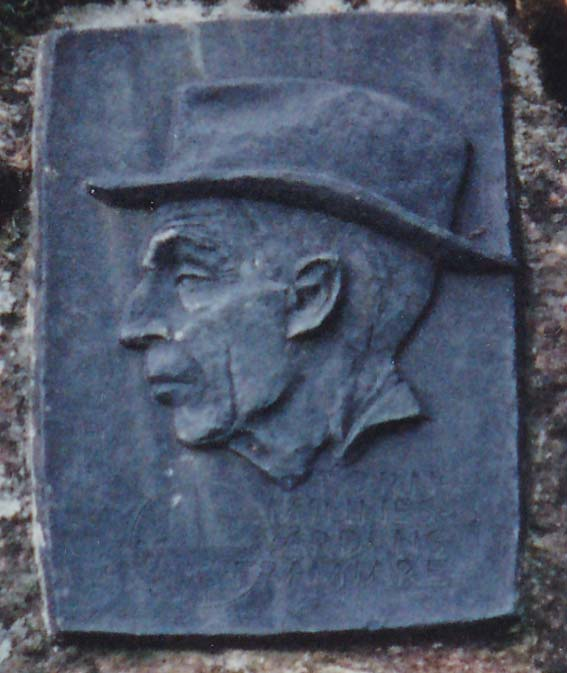
Bronsplakett på Gustaf Lundén infälld i en bergvägg på Forngården i Trollhättan, foto från år 1994. Konstnär Erik Sand.

Gustaf Lundén, född 7 september 1882 i Göteborgs domkyrkoförsamling, död 14 mars 1959 i Trollhättans församling, var en svensk amatörhistoriker och politiker.

## Biografi
Lundén, som var son till Kristina Johansson (1846–1921), flyttade till Trollhättan i november 1903 och fick arbete som kontorsbiträde och blev tjänsteman vid Bergslagernas Järnvägar (BJ) vid Trollhättans järnvägsstation, där han även bodde. År 1908 titulerades han ”förste kontorsbiträde” och bodde kvar vid järnvägsstationen.

### Politik
Lundén engagerade sig politiskt på fritiden i socialdemokraterna. Under första världskriget med matransonering deltog han mycket aktivt i de politiska diskussionerna och blev medlem i Trollhättans Livsmedelskommission som under krigsåren spelade en viktig roll i Trollhättan. Dess verksamhet bekostades med lånefinansierade anslag av kommunen. Han ansågs stå till vänster i sitt parti. Under krisåren från år 1929 och framåt ansågs Lundén som mycket stridbar, och stod i centrum för kontroverserna angående kontantstöd till arbetslösa.

### Amatörhistoriker
På fritiden var Lundén även mycket intresserad av historia och det kan ha varit en serie föreläsningar om bygdens äldre historia som han höll våren 1926 som blev ett genombrott för amatörforskaren Lundén. Livfullt och personligt skildrade han Bassefejden, Ulrik Frederik Gyldenløves angrepp under Skånska kriget och många andra historiska händelser. Hans framställning var fängslande och för många var det rena sensationsnyheter som aldrig tagits upp av historieundervisningen i skolan. Han grundade år 1927 Trollhättans fornminnesförening.
År 1938 invigdes Forngården,Trollhättan, där han var en av grundarna. Lundén skrev som amatörhistoriker ett antal böcker på eget förlag på 1940- och 1950-talet. Han avled ogift 1959.